# A.ランゲ&ゾーネ
A.ランゲ＆ゾーネ（A. Lange & Söhne、[aː ˈlaŋə ʊnt ˈzøːnə]、[Ah LANG-eh unt ZUH-neh]発音例）は、ドイツのザクセン州グラスヒュッテに本拠地を有する高級時計メーカーである。2000年よりリシュモングループに属する。
グラスヒュッテの伝統技法に基づいた質実剛健な時計づくり、ドイツのマイスターの手作業による美しい仕上げ、控えめな優雅さを持った静謐なダイヤルデザインなどを特徴とし、パテック・フィリップ、オーデマ・ピゲ、ヴァシュロン・コンスタンタン、ブレゲとともに世界五大高級時計メゾンの一つに数えられる。
2007年から2016年にかけて、ドイツの有力な経済誌『ヴィルトシャフツヴォッヘ』が2年おきに発表していた自国の高級ブランドを総合的に評価するランキングにおいて、A.ランゲ&ゾーネは、ポルシェやマイバッハ、ライカなどを抑え、全ての年で最高位に位置付けられた。
また、A.ランゲ&ゾーネは、時計界のアカデミー賞と呼ばれる「ジュネーブウォッチグランプリ」 （GPHG）において、最も権威のある「エギーユ・ドール」（金の針賞） を受賞した最初の非スイスブランドである（2009年受賞）。

## 概要

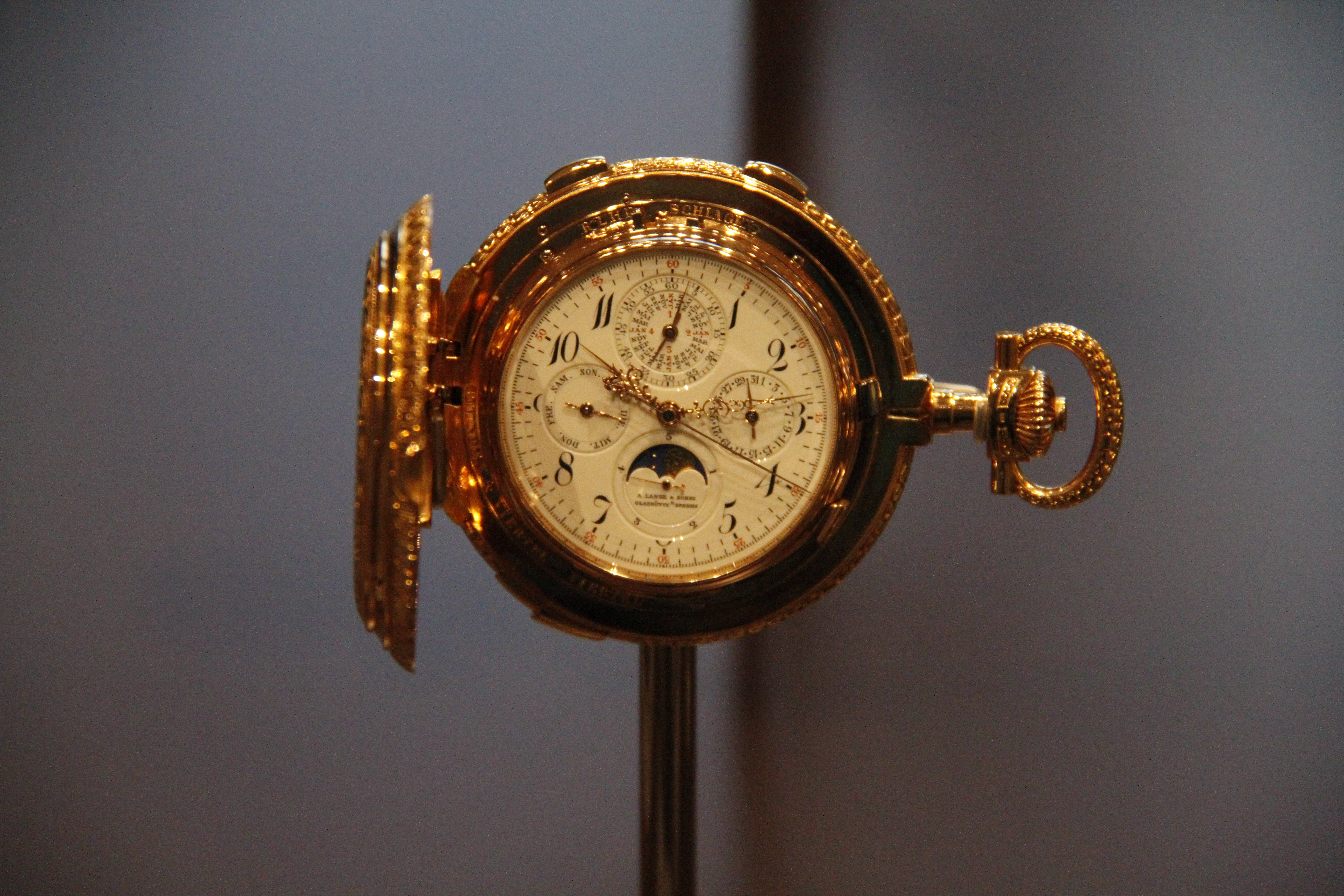
A.ランゲ&ゾーネの懐中時計No.42500（1902年製造）。833個の部品で構成され、おそらく同社がこれまでに製造した中で最も複雑な時計である。

1845年にドイツの時計師フェルディナント・アドルフ・ランゲによってグラスヒュッテ（現ザクセン州）で創業され、家族経営によるその優れた時計づくりで19世紀後半から20世紀前半にかけて高い名声を獲得した。しかし、第二次世界大戦によって工房が破壊されたのに加えて、終戦後の混乱により会社が国営化され、実質的に消滅。それから長い年月を経て、1990年の東西ドイツ統一を機に復活の機運が生まれ、創業者の曾孫ウォルター・ランゲ主導のもと同年新たに再登記と商標登録が行われた。工房は創業地のグラスヒュッテに構えられ、ファーストモデルは1994年にドレスデン城で発表された。
モデルの大半に最高級素材のプラチナやゴールドを使用し、ほぼ全ての工程をマイスターによる手作業によって行う、複雑機構の開発・製造に力を注ぐ、等の方針でドイツ最高峰の高級時計ブランドと認知されており、公式ホームページではほとんどのモデルが「価格要問い合わせ」となっている。年間生産本数は5000本から7000本と非常に少ない。
スローガンは、「State-of-the-art Tradition」（最先端の伝統）、「Never Stand Still」（決して立ち止まらない）。パテック・フィリップと同様に、著名な時計ブランドとしては珍しく、広告塔となるアンバサダーを起用しない方針をとっている。
ドイツ語発音では「ア・ランゲ・ウン（トゥ）・ズォーネ」になる。英語圏では、ドイツ語発音とともに「ア・ランゲ・アン（ド）・ズォーネ」と発音されることも一般的である。なお日本では、創業者の名前のイニシャルである語頭の「A.」（ア）は発音されない場合がほとんどであるが、欧米では発音されるのが一般的である。Söhneはドイツ語で息子の意味で、欧米の企業名にみられる「& sons」に相当する。
著名なオーナーおよびパトロンには、バイエルン国王ルートヴィヒ2世、ドイツ皇帝ヴィルヘルム2世、オスマン皇帝アブデュルハミト2世、ロシア皇帝アレクサンドル2世などの名が含まれる。

## 特徴
ムーブメントも含めた自社一貫生産体制をとるメーカー（マニュファクチュール）としての地位を確立しており、ムーブメントの内製率は約95％を誇る。特に同社は、時計製造のなかで難易度が最も高いとされるヒゲゼンマイも自社製造している世界でもわずかなメーカーの一つとして知られている（ヒゲゼンマイはマニュファクチュールであっても外部調達していることがほとんどである）。加えて、1モデル1ムーブメントを徹底し、ムーブメントの使い回しをしない点が他のメーカーにはあまり見られない大きな特徴となっている。
新生A.ランゲ&ゾーネは、精度が高く高品質で美しい懐中時計を世に送り出してきたかつてのドイツ高級時計を復活させるべく、「ひと握りのコレクターに向けた、少量生産の高級時計」を明確なビジョンとして掲げ、優れた技術力と独創性、そして圧倒的な審美性で妥協のない最高のクオリティを提供することを自らに課した。そのため同社の時計はいずれも、芸術性豊かな外装を備え、メカニズム的にもかなり趣味性が高い。
ムーブメントの受けと地板には今日でも加工に手間のかかる洋銀が使用されているほか、一度組み上げたムーブメントを精度検査をした後分解して、再び装飾を加えながら仕上げていく二度組みという行程を全ての時計に対して行なっている。
A.ランゲ&ゾーネは「構造とデザインが一体でなければならない」との基本理念を掲げている。トレンドに流されず、長期間にわたって楽しめるタイムレスな美しさを追求しており、オリジナルのデザインを大幅に変えるようなデザインの変更をすることはない。ダイアル面では、針の長さやダイヤルのマーカーの長さなど、非常に細かいディテールに至るまで、慎重に設計しており、例えば多くのブランドがコスト削減のために針の長さを変えないなかで、A.ランゲ&ゾーネはモデルごとに針の長さを微妙に調整している。菱形のアルファ針が重厚な個性を主張し、特に付け根部分を立体的な袴座に成型することで、美しい凝縮感を生み出している。ケースもドイツ時計らしく、ドレスウォッチとしてはやや厚みの感じられる円柱状のミドルケースを持つ「シリンダーケース」が多くのモデルで採用されており、ミドルケースの側面にはサテン仕上げを施し、ケースに抑揚をつけている。
トランスパレントバックによって覗くことができるムーブメントには、洋銀製4分の3プレート、ビス留め式ゴールドシャトン、グラスヒュッテ・ストライプ装飾、ゴールドを塗工したエングレービング、スワンネック型調整装置、ハンドエングレービングを施したテンプ受けなど、19世紀より受け継ぐグラスヒュッテの伝統的な技法が随所に施されている。

## 歴史

### 創業者、フェルディナント・アドルフ・ランゲ

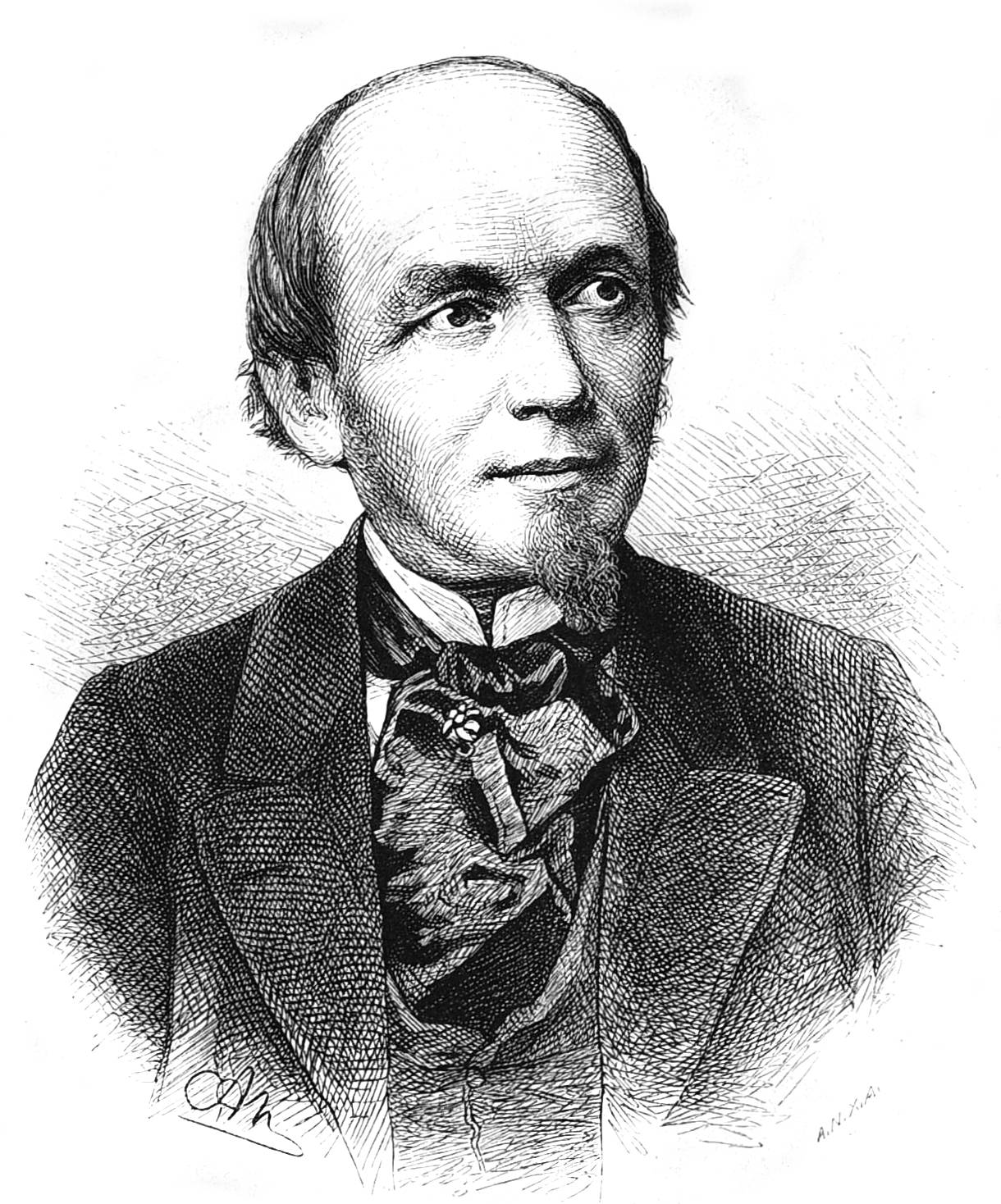
フェルディナント・アドルフ・ランゲ

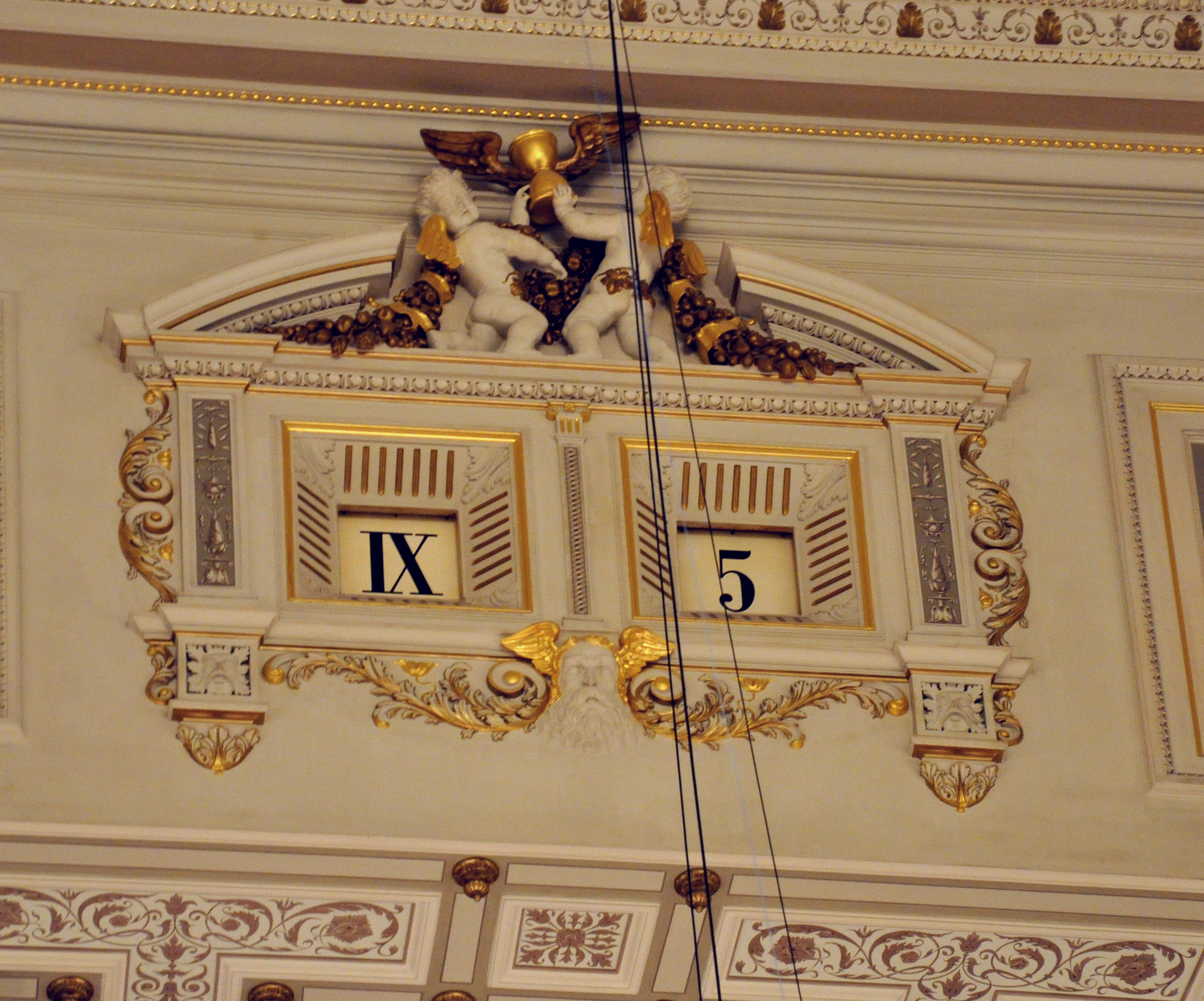
1841年に開館した歌劇場『ゼンパー・オーパー』に設置されている5分時計。創業者アドルフ・ランゲがその設計に携わったことから、現在の同社の時計に搭載されている日付表示機構「アウトサイズデイト」の着想元となっている。

ドイツ・ザクセン王国のドレスデンで生まれたフェルディナント・アドルフ・ランゲ（Ferdinand Adolph Lange 、1815年2月18日 - 1875年12月3日、以下アドルフ・ランゲ）は1830年に後に宮廷時計師となる著名な時計師、ヨハン・フリードリヒ・グートケス（Johann Friedrich Gutkaes 、1785年-1845年8月8日）に弟子入りし、時計師としての修行を始めた。1837年からフランス、スイス、イギリスなどに3年間時計製造の手法を学び、現在『旅の記録』として知られる手帳を残した。アドルフ・ランゲはこの修行の旅の結論として、今後の時計製造においては、精密な計測が可能な測定器具を駆使し、合理的で緻密な製造方法を採るべきであると考えた。1840年ドイツに帰国し、ドレスデンにあるグートケスの工房に戻った。
この頃、過去に銀採掘で栄えたグラスヒュッテ（現ザクセン州）が資源枯渇などで貧困に苦しんでいたため、ザクセン王室は町おこしのアイデアを募り、アドルフ・ランゲは『時計製造業を中心とした町の活性化』を提案、採用された。1845年に多額の融資を受けて15人の見習い工とともにドレスデンからグラスヒュッテに移住し、独立工房を開設。時計製造業において初めてとなるメートル法の採用、伝達効率の高い歯数駆動機構、ホイール式旋盤の導入など高級精密時計開発の近代化を進めた。やがて育った時計師がゼンマイや歯車、ケースといった部品専門工房として独立、グラスヒュッテはアドルフ・ランゲの工房を頂点とする精密時計産業地帯に変貌した。

### 息子たちの参加、全盛期と破滅

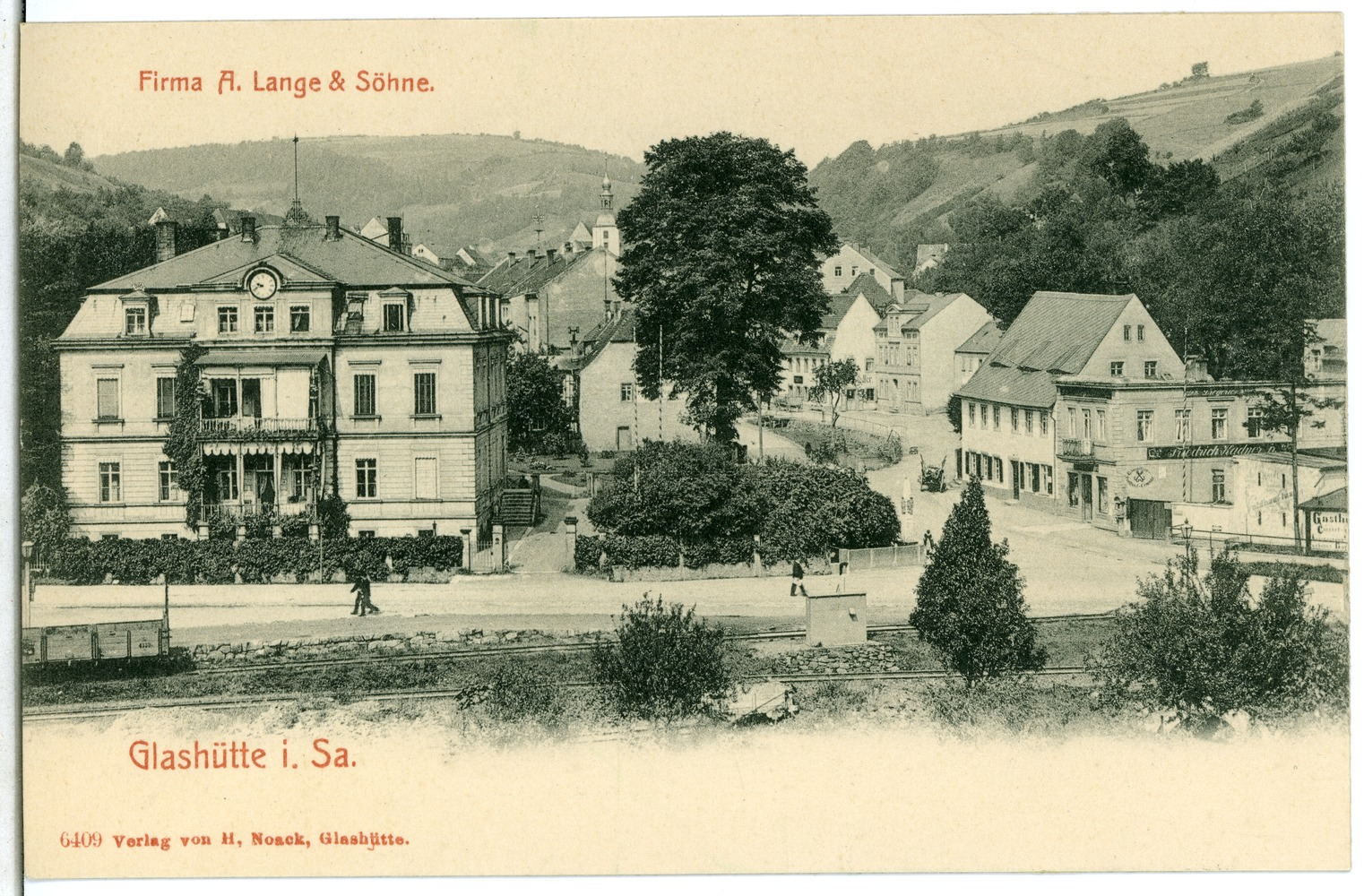
1905年当時のA.ランゲ&ゾーネの工房

1868年にはフェルディナント・アドルフ・ランゲの長男リヒャルト・ランゲが経営に参画し、屋号を「A.ランゲ＆ゾーネ」（＝A.ランゲと息子たち）とした。1871年には次男のエミール・ランゲも経営に参画。リヒャルト・ランゲは優秀な時計設計技師であっただけでなく、科学研究にも取り組んで才能を発揮し、数多くの特許技術を発明して時間計測の精度向上に貢献した。エミール・ランゲは商才に長け、時計愛好家の嗜好を見極める鋭い勘を持ち、美的センスに優れていた。1906年には、エミール・ランゲの長男オットー・ランゲが加わった。さらにふたりの弟ルドルフ・ランゲとゲルハルト・ランゲも後に加わり、家族経営による盤石な基盤を築いたA.ランゲ&ゾーネは、普仏戦争が終結した1871年頃から第一次世界大戦後の恐慌に見舞われる1920年代前半頃まで最盛期を迎えた。しかしインフレーションにより生産量が激減、これはグラスヒュッテ時計会社の統合企業設立により何とか乗り切ったものの、第二次世界大戦勃発により軍需工場とされ、1945年5月8日にソビエト連邦軍の空襲により工房は焼失した。
さらに戦後、グラスヒュッテは社会主義国東ドイツの領土になってしまったため、1948年4月20日に設備や資産を政府に接収された上でグラスヒュッテ国営時計会社に統合（国営化）された。創業者フェルディナント・アドルフ・ランゲから数えて4代目のウォルター・ランゲ（Walter Lange）は1948年に西側のプフォルツハイムに亡命した。

### 復興
ウォルター・ランゲはプフォルツハイムに時計工房を開いて1960年代にインターナショナル・ウォッチ・カンパニーと協力関係を作り、再興を意図するが、クォーツショックにて頓挫した。
1990年10月3日に東西ドイツが統一された際、自身も時計師としての経験を持つドイツの財閥マンネスマングループの鉄鋼部門の代表が「統一を記念してドイツ時計の最高峰を復活させよう」と傘下のインターナショナル・ウォッチ・カンパニーの社長ギュンター・ブリュームラインに命じ、偶然にもマンネスマン傘下の企業に勤めていたウォルター・ランゲを探し出しブランドが再建された。1990年12月7日、A.ランゲ&ゾーネの再登記と商標登録がされた。
なお、かつてのA.ランゲ&ゾーネを含むグラスヒュッテの複数の時計会社が統合されて設立したグラスヒュッテ国営時計会社を民営化して継承しているのはグラスヒュッテ・オリジナルで、こちらは現在スウォッチ・グループに属している。現在のA.ランゲ&ゾーネの創業年は厳密には1990年であるが、元々の創業家子孫が自ら再興したという点においては歴史の継続性が高く評価されている。
1994年10月24日、新たな出発となる新工房の第1号コレクション「ランゲ1」「アーケード」「サクソニア」「トゥールビヨン“プール・ル・メリット”」の4ラインが発表された。
2000年にはその再建を支援したインターナショナル・ウォッチ・カンパニーとともにリシュモングループ傘下のブランドとなった。

## 年表
- 1815年 - ヨハン・クリスティアン・フリードリヒ・グートケス（Johann Cristian Friedrich Gutkaes ）がドレスデンに工房を構えた。
- 1830年 - アドルフ・ランゲがグートケスの工房に丁稚奉公に出た[23]。
- 1837年 - アドルフ・ランゲがグートケスに認められ、パリに旅行してオーストリア出身の時計師ヨーゼフ・タドイス・ヴィナール（Joseph Thaddäus Winnerl 、1799年1月25日-1866年1月27日）の下で働いた[23]。
- 1840年 - アドルフ・ランゲがグートケスの工房に戻った[23]。
- 1845年[23]12月7日 - アドルフ・ランゲはドレスデンからグラスヒュッテに移住しザクセン王国の支援を受け自分の工房A・ランゲ・ドレスデン（A. Lange Dresden ）を創業した[23]。
- 1849年 - アドルフ・ランゲがグラスヒュッテ市長に推挙され、1867年まで務めた[23]。
- 1863年 - ハートカムを備えたクロノグラフ開発、ただし積算機能はない[23]。
- 1864年 - 1998年時点でもランゲの時計の大きな特色の一つである3/4スケールの地板を開発した[23]。
- 1866年 - フルカレンダーとムーンフェイズ表示機能を備える懐中時計型天文時計を発表した[23]。
- 1867年 - アドルフ・ランゲの息子フリードリヒ・エミール・ランゲ（Friedrich Emil Lange 、1849年-1922年）が経営に参画[23]した。
- 1868年 - アドルフ・ランゲの息子リヒャルト・ランゲ（Richard Lange 、1845年12月17日-1932年10月29日）が経営に参画[23]、「A・ランゲ&ゾーネ・ドレスデン」（A. Lange & Söhne Dresden ）に商号変更[23]した。
- 1875年 - アドルフ・ランゲが死去[23]した。
- 1882年 - 円錐滑車方式のマリンクロノメーターの製造を開始した[23]。
- 1895年 - マリンクロノメーター部門を新設した[23]。
- 1898年 - ドイツ帝国皇帝ヴィルヘルム2世より注文を受け、コンスタンチノープル公式訪問の際のオスマン帝国のスルタンアブデュルハミト2世へのプレゼントとして懐中時計を製作、この時計は現在トプカプ・サライ博物館にある[23]。
- 1908年 - パーペチュアルカレンダー、スプリットセコンドクロノグラフ、ミニッツリピーターを備えるグランドコンプリケーションウォッチを製造販売した。
- 1924年 - ウォルター（ヴァルター）・ランゲが生まれた[23]。
- 1945年5月8日 - 空襲により工場が被害を受けた[23]。
- 1948年4月20日 - 東ドイツ政府による接収を受け、グラスヒュッテ国営時計会社に統合される。ウォルター・ランゲは西ドイツへ亡命。
- 1990年12月7日 - 10月3日のドイツ再統一に伴いウォルター・ランゲ（Walter Lange ）により商号登記、商標登録を行ない再興される。ギュンター・ブリュームライン（ドイツ語版）がCEOに就任。
- 1994年10月24日 - 復興後第一号コレクションとして、4つのモデルを発表する。
- 2001年10月1日 - ギュンター・ブリュームラインが死去。ヴィルヘルム・シュミットがCEOとなる。
- 2017年1月17日 - ウォルター・ランゲが死去[27]。これを受けて、ランゲ社は史上初のステンレス製の一点物「1815 “ウォルター･ランゲへのオマージュ”」を製作、翌2018年にスイスのオークションに出展する[28]。
- 2019年 - 初のステンレス製のレギュラーモデル「オデュッセウス」を発表。

## コレクション

### ランゲ1（Lange 1）
1994年に発表された新生A.ランゲ&ゾーネの最初のコレクションの一つで、ブランドの中核を成すドレスウォッチのコレクション。メインダイヤルがオフセットしてレイアウトされたアシンメトリーの特徴的な文字盤を持つ。そのデザインは黄金比の法則に基づいており、全ての表示が重なり合うことなく幾何学的にバランスよく配置されている。同じサイズの時計と比べて約3倍の大きさの表示が備えられた同社独自の日付表示機構「アウトサイズデイト」を全モデルに搭載する。ランゲ1よりも直径が一回り大きいモデルは「グランド・ランゲ1」（Grand Lange 1）、一回り小さいモデルは「リトル・ランゲ1」（Little Lange 1）の名で展開されている。追加機能としてムーンフェイズ、ワールドタイム（タイムゾーン）、夜光表示（ルーメン）、トゥールビヨンおよびパーペチュアルカレンダーをそれぞれ備えたモデルなどがラインナップされている。
なお、ランゲ1に類似したデザインの時計として、歴史的に姉妹ブランドとも言える（#歴史を参照）グラスヒュッテ・オリジナルの「パノ」シリーズがある。パノシリーズのファーストモデル「パノ レトログラフ」が発表されたのは2002年のことであり、パノシリーズの誕生にランゲ1の存在が大きな影響を与えたことは確かであった。

### サクソニア（Saxonia）
1994年に発表された新生A.ランゲ&ゾーネの最初のコレクションの一つで、機械式時計の本質的な機能のみに特化したドレスウォッチのコレクション。サクソニア（Saxonia）とは、ラテン語で製造拠点のあるザクセン州を意味する。技術的な最適解と審美性を兼ね備えた機構に、バータイプのアプライドインデックスを採用したシンプルかつ明快なデザインのダイヤルが優雅さを強調している。同社が製造してきた時計のなかで最も薄いシンプルな二針時計「サクソニア・フラッハ」（Saxonia Flach）のほかに、アウトサイズデイトとそれにムーンフェイズを搭載したモデルなどがそれぞれラインナップされている。

#### ダトグラフ（Datograph）
1999年に発表された同社復活後初のクロノグラフのコレクション。フライバッククロノグラフにアウトサイズデイトを搭載しており、コレクション名は「デイト」（Date）と「クロノグラフ」（Chronograph）の合成語に由来する。スイス時計業界では未踏の地であった自社製クロノグラフの嚆矢となった存在で、アウトサイズデイトとふたつのサブダイアルが正三角形を形成する様式美に基づいたダイヤルデザインが最適な視認性を確保している。時計界ではあまり前例がなかった、デザインが先行するムーブメント設計で開発され、ケースバックからはコラムホイールを中心にバーやアームの積層する立体的な美しい機構が観察できる。パワーリザーブ表示（アップ/ダウン）、パーペチュアルカレンダー、トゥールビヨン、そしてそれらに夜光表示（ルーメン）を備えたモデルなどがそれぞれラインナップされている。なお、2004年にはダトグラフをベースに世界初のダブルラトラパント機能を搭載したクロノグラフ「ダブルスプリット」（Double Split）を開発、2018年にはさらにトリプルラトラパント機能を搭載した「トリプルスプリット」（Triple Split）の開発に同じく世界で初めて成功した。

#### ランゲ31（Lange 31）
2007年に発表された、31日間のパワーリザーブを備え、特許技術の動力制御メカニズムを搭載するモデル。それぞれ1850ミリの長さがある2本の主ゼンマイでムーブメント内に大量のエネルギーを蓄積する。これは通常のパワーリザーブをもつ機械式腕時計に使用されているゼンマイの長さの10倍にもなる。巻き上げはリューズではく、テコの力で大きなギア比を実現した専用カギによって行う。

#### ランゲマティック（Langematik）
同社初の自動巻きモデルとして1997年に誕生した際に名付けられた名称で、「ランゲ」（Lange）と「自動巻き」（Automatik）の合成語に由来する。現行のラインナップでは、アウトサイズデイトおよびパーペチュアルカレンダー搭載の自動巻きモデル「ランゲマティック・パーペチュアル」（Langematik Perpetual）にのみその名が残されており、そのほかの自動巻きモデルは「ランゲマティック」の名が冠されずそれぞれのコレクションに含まれている。ランゲマティック・パーペチュアルは、リューズを引くことで瞬時に秒針が帰零する特許技術のゼロリセット機構と4分の3スケールローター（マイクロローター）を搭載しているのが特徴である。

### ツァイトヴェルク（Zeitwerk）
2009年に発表された、時と分を瞬時に切り替わる数字によって表示する機構を搭載した独創的なコレクション。ツァイトヴェルク（Zeitwerk） とは、ドイツ語で「時間」（Zeit）と「仕事」（werk）を組み合わせた合成語である。機械式時計ながらもデジタル式の時分表示を備えた、同社初のタイムピースである。この機構は、現代的なデザインながら、一方ではドレスデンの歌劇場『ゼンパー・オーパー』に掲げられている、創業者が製作に携わった5分時計にオマージュを捧げている。デザインの最も個性的な要素となっているダイヤルのタイムブリッジは、ムーブメントの一部であると同時に、すべての時刻表示をひとつにまとめるフレームとしての機能を果たしている。時と分が数字で表示される窓は左から右に向かって配置されており、高い視認性が確保されている。機構の特徴としては、定力装置のルモントワールを採用することで、時計を動かすトルクと時間表示を動かすトルクを切り分け、重い回転ディスクを動かす瞬間でも精度を安定させることが可能となっている。追加機能として、日付表示（デイト）、夜光表示（ルーメン）、ミニッツリピーターを備えたモデルなどがそれぞれラインナップされている。

### 1815
1995年に発表された、伝統的な価値観、控えめなエレガンス、不変性を現代的に解釈したドレスウォッチのコレクション。コレクション名は、創業者フェルディナント・アドルフ・ランゲの生誕年に由来している。同社の歴史的な懐中時計によく見られる要素を取り入れながら、現代の最新技術やノウハウを融合し、職人技によるムーブメントの仕上げによって、普遍的な美しさが添えられている。1815のデザインで最も際立つのは、鉄道の開通によって懐中時計の重要性が増した時代（同社が創業した時代）を彷彿とさせる、ベゼル沿いをぐるりと走るレイルウェイ風の分目盛りであり、読み取りやすいアラビア数字もまた、当時を想起させる意匠となっている。シンプルな3針モデルのほかに、パワーリザーブ表示（アップ/ダウン）、クロノグラフ、アニュアルカレンダー、トゥールビヨン、ラトラパント、さらにラトラパントとパーペチュアルカレンダーを組み合わせたモデルなどがそれぞれラインナップされている。また1815ファミリーには、グランドソヌリとプチソヌリ、ミニッツリピーター、パーペチュアルカレンダー、フドロワイヤント付きラトラパントが1つのムーブメントに収められた、同社が復活して以降最も複雑なタイムピースである「グランド・コンプリケーション」（Grand Complication）も含まれる。

### リヒャルト・ランゲ（Richard Lange）
2006年に発表された、精度と視認性という二つの指標が最優先された往年の高精度計器「デッキウォッチ」（クロノメーター）を現代的に解釈しつつ、最高品質の素材を使い、ムーブメントに美しい仕上げを施すことで、フォーマルに仕立て上げたドレスウォッチのコレクション。時間計測技術の発展に先駆的役割を果たしたリヒャルト・ランゲ（創業者アドルフ・ランゲの長男）の名が与えられている。デザインは２つの系統に分かれ、一つは同社の精密時計開発がクライマックスに達したことを示す「大型高性能科学観測用デッキウォッチ」のシンプルなダイアルの特徴を取り入れており、もう一つはヨハン・ハインリッヒ・ザイフェルト（Johann Heinrich Seyffert、1751-1817）が製作した、時分秒の各表示が独立し、それらが三角形に配置されているレギュレーターダイヤルのクロノメーターの特徴を取り入れている。前者のデザインのモデルにはシンプルな3針（センターセコンドは同社初）のほかにミニッツリピーターを備えたものなどがあり、後者のデザインのモデルにはトゥールビヨンやパーペチュアルカレンダーを備えたものなどがラインナップされている。

### オデュッセウス（Odysseus）
2019年に発表された、同社初のラグジュアリースポーツウォッチのコレクション。10年の開発期間をギリシア神話の英雄オデュッセウスの試練の期間になぞらえたという。初めて素材にステンレススチールやチタンを採用したほか、初のねじ込み式リューズで高い防水性能を確保している。微調整が可能なフォールディングバックルを備えた5連リンクのブレスレットやラバーストラップが標準装備されるのも初のことで、いずれも完全新設計となっている。このように同社初の試みが多く備わったコレクションである一方で、伝統的なアウトサイズデイトと曜日表示、手作業で精巧な仕上げと装飾が施された自社製のキャリバーなど、これまでのA.ランゲ&ゾーネらしい特徴も備えている。追加機能として同社初の自動巻きクロノグラフが備わったモデルもラインナップされている。

### 限定エディション
A.ランゲ&ゾーネには多くの限定モデルが存在するが、ここではコレクション化されているものを紹介する。

#### ハンドヴェルクスクンスト（Handwerkskunst）
2011年にスタートした、同社が誇る最高かつ複雑な手仕上げと彫刻技術を際立たせたフラッグシップコレクション。ダイアルとムーブメントに特に精巧な装飾を施した、特別な限定エディションを示すためにその名が使用される。ドイツ語で「手仕事」（handwerk）と「芸術」（kunst）を組み合わせた合成語であり、「クラフツマンシップ」を意味する。これまでランゲ1、ダトグラフ、1815、ツァイトヴェルク、リヒャルト・ランゲ、カバレット（この限定エディションのために復活した生産終了コレクション）にそれぞれラインナップされてきた。

#### プール・ル・メリット（Pour le Mérite）
機械式時計の精度を向上させるための「チェーンフュジー機構」を備えたモデルにその名が冠される、同社の高い技術力を示す特別な限定コレクション。1994年に発表された新生A.ランゲ&ゾーネの最初のモデルの一つである「トゥールビヨン "プール・ル・メリット"」（Tourbillon 'Pour Le Mérite'）が同コレクションの始まりである。コレクション名は、ドイツ最高の有功勲章「プール・ル・メリット勲章」に因む。チェーンフュジー機構とは、その名の通りチェーン（鎖）を用いて香箱からフュジー（均力車）を経由して輪列に動力伝達を行い、ゼンマイの力の低下を補正して、ムーブメントに常に一定の動力を供給するための機構である。古くはマリンクロノメーターや懐中時計に搭載されていたが、腕時計用に小型化する難易度は非常に高く、1994年に発表されたプール・ル・メリットはこの機構が搭載された世界初の腕時計であった。初代モデルに加えて、これまでリヒャルト・ランゲに2モデル、「トゥールボグラフ」と名付けられた1815ファミリーに2モデルの合計5モデルがリリースされている。

## スポンサーシップ

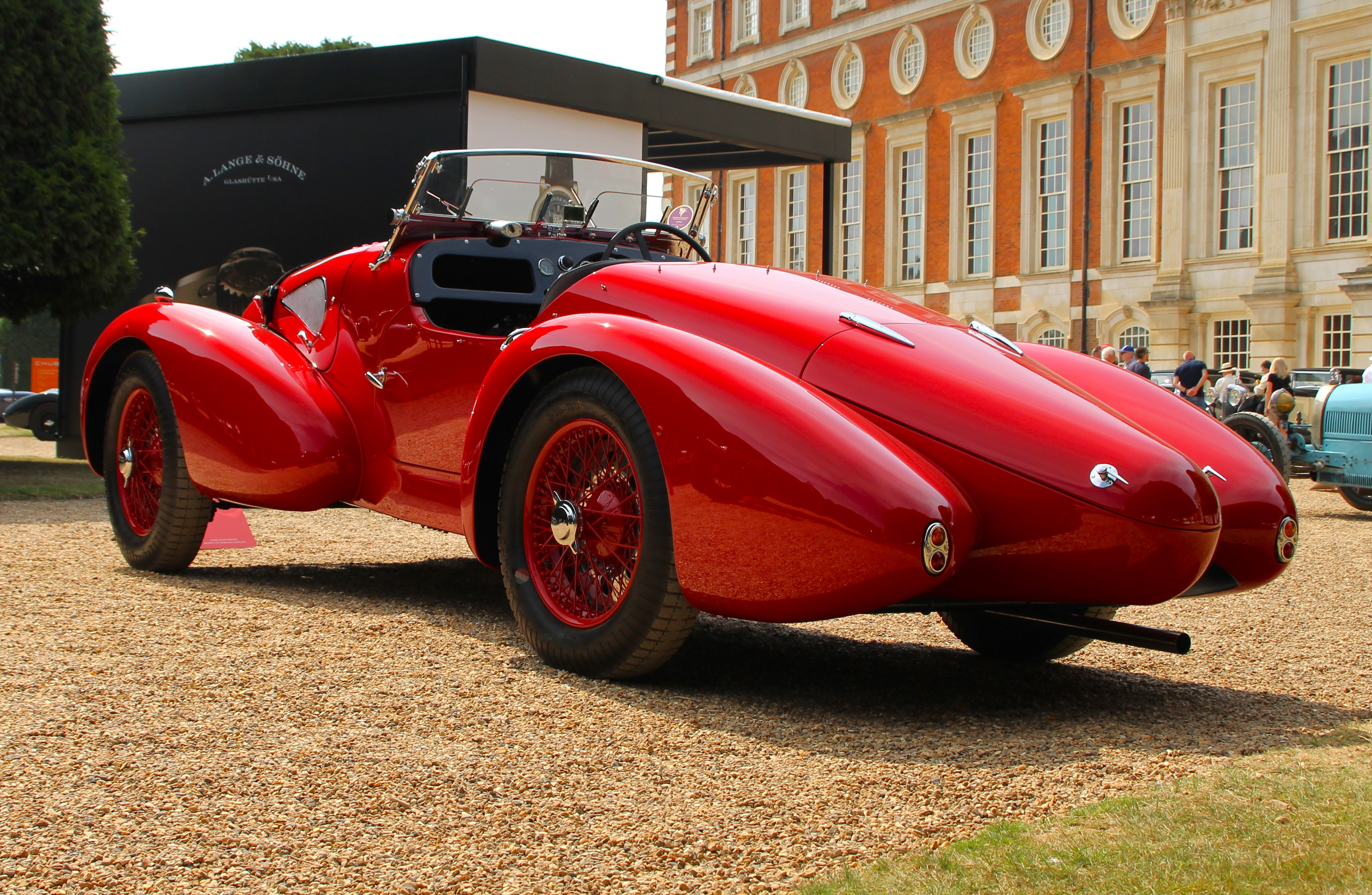
コンクール・オブ・エレガンス・ハンプトンコート宮殿を後援するA.ランゲ&ゾーネ

A.ランゲ&ゾーネは、世界各地で開催されているクラシックカーイベントのコンクール・デレガンスを積極的に後援している。同社によれば、A.ランゲ&ゾーネの高級機械式時計とクラシックカーは、究極のクラフツマンシップ、技術革新、豊かな歴史、比類なき伝統、時代を超越したエレガンスへの情熱、機械がつくりあげる芸術性、表現の自由、独立性、そして時間そのものの尊さなどの点で共通しているといい、それがコンクール・デレガンスを後援する理由だという。後援している具体的なイベントとして、コンコルソ・デレガンツァ・ヴィラ・デステ（イタリア）、コンクール・オブ・エレガンス・ハンプトンコート宮殿（英国）、オードレイン・ニューポート コンクール・オブ・エレガンス（米国）、コンクール・オブ・エレガンス・ジャーマニー（ドイツ）があり、ヴィラ・デステとハンプトンコート宮殿では、大会のために製作された1点もののタイムピースが優勝者に贈られる。なお、A.ランゲ&ゾーネCEOのヴィルヘルム・シュミットも無類のクラシックカー好きとして知られ、愛車は1957 年製フレイザー・ナッシュ ル・マン・クーペである。
また、A.ランゲ&ゾーネは2006年よりザクセン州立ドレスデン美術館も後援している。